# Kongenitale generalisierte Hypertrichose
Die kongenitale generalisierte Hypertrichose ist eine sehr seltene angeborene Erkrankung mit einer nahezu den ganzen Körper betreffenden (generalisierten) Hypertrichose (Vermehrung und Überwuchs der Haare).
Als Synonyme werden verwendet: englisch Congenital hypertrichosis lanuginosa; CHL; congenital hypertrichosis universalis; hypertrichosis universalis; hypertrichosis lanuginosa; hypertrichosis lanuginosa universalis
Die Erstbeschreibung einer Familie mit Hypertrichose stammt aus dem Jahre 1648 von Ulisse Aldrovandi, siehe Pedro Gonsalvus.

## Vorkommen
Eine angeborene generalisierte Hypertrichose kann bei verschiedenen Erkrankungen auftreten:
- Acanthosis nigricans
- Cornelia-de-Lange-Syndrom
- Hereditäre gingivale Fibromatose
- Hypertrichosis lanuginosa congenita
- Präpuberale Hypertrichose
- Ambras-Syndrom (Hypertrichosis universalis congenita)

Auch beim FHEIG-Syndrom gehört eine generalisierte Hypertrichose zum Krankheitsbild.

## Verbreitung
Die Häufigkeit wird mit unter 1 zu 1.000.000 angegeben. Vererbung und Ursachen sind nicht bekannt oder uneinheitlich.

## Klinische Erscheinungen
Alle Formen sind bereits bei Geburt zu sehen.